# Ceratina hieroglyphica
Ceratina hieroglyphica är en biart som beskrevs av Smith 1854. Den ingår i släktet märgbin och familjen långtungebin. Inga underarter finns listade i Catalogue of Life.

## Beskrivning
Arten är förhållandevis liten, med en kroppslängd mellan drygt 5 och knappt 8 mm hos honan, kring 6,5 mm hos hanen. Grundfärgen är svart med gula markeringar, på mellankroppen i form av tre längsband (av vilka två ibland kan saknas) och en central, gul fläck framför dem, och längs tergit 1 till 5 som gula tvärband. De gula markeringarna på bakkroppen kan ibland vara vita. Dessutom har benen delvis gula markeringar, clypeus (munskölden) är även den gul, och den mörkbruna överläppen (labrum) har hos honan ett gult band. Vingarna är genomskinliga, men med mörkbruna ribbor. Hanen är i huvudsak likadant färgad som honan, men de gula markeringarna är kraftigare.

## Utbredning
Arten förekommer i norra Indien, i Nepal och som en egen form (vissa menar underart) C. hieroglyphica japonica i Japan. 1952 redvisade van der Vecht även fynd från Hongkong och Filippinerna, men van der Vecht såg problem med artens identitet på den tiden.

## Ekologi
Som alla märgbin bygger arten sina larvbon i märgen på olika växter. Arten är polylektisk, den flyger till blommande växter från flera familjer, som stort sammetsblomster (korgblommiga växter), praktportlak (portlaker), kinarosor (rosväxter), Crotalaria pallida (ärtväxter), helig basilika och citronmeliss (båda kransblommiga växter).